# Galdakao (cráter)
Galdakao es un cráter de impacto del planeta Marte situado al este del cráter Zutphen y al noroeste de Gusev, a  13.5° sur y 183.5º este. El impacto causó un boquete de 35 kilómetros de diámetro en la superficie del cuadrante Aeolis. El nombre fue aprobado en 2003 por la Unión Astronómica Internacional, haciendo referencia a la ciudad homónima del País Vasco.